# The Hunting Party
The Hunting Party – szósty album studyjny amerykańskiego zespołu rockowego Linkin Park, który swoją premierę miał 17 czerwca 2014 roku. Według wypowiedzi Mike’a Shinody, lidera zespołu i osób z różnych rozgłośni radiowych, mających okazję usłyszeć kilka utworów z albumu jeszcze przed jego wydaniem, wydawnictwo to miało być „ciężkie”, najmocniejsze w karierze Linkin Park.
Oprócz rapera Rakima, który udziela się w utworze „Guilty All the Same”, na albumie znalazło się jeszcze trzech gości: Page Hamilton z zespołu Helmet w piosence „All For Nothing”, Tom Morello z zespołów Rage Against the Machine i Audioslave w utworze „Drawbar” oraz Daron Malakian z zespołu System of a Down w utworze „Rebellion”.
Pierwszym singlem promującym The Hunting Party jest utwór „Guilty All the Same”, wydany 6 marca 2014 roku. Kolejny singel to „Until It’s Gone”, który miał premierę 5 maja tego samego roku na antenie BBC Radio 1. Podobnie jak poprzednik, zebrał bardzo pozytywne opinie od fanów. 1 czerwca został udostępniony trzeci utwór z nowej płyty, „Wastelands”. 4 czerwca wydany został czwarty singel – „Rebellion”. 8 czerwca za pośrednictwem strony internetowej MTV ujawniono przedpremierową piosenkę z The Hunting Party – „Final Masquerade”, jednakże utwór wyciekł dzień wcześniej.
9 czerwca 2014 roku, na tydzień przed polską premierą wyciekł utwór „All for Nothing”. Kilka godzin później wyciekł cały album.
5 czerwca 2014 roku Linkin Park zagrał koncert we Wrocławiu w celu promowania albumu The Hunting Party. Supportem LP był zespół Fall Out Boy – był to jego pierwszy koncert w Polsce.

## Lista utworów
Źródło: Discogs
1. „Keys to the Kingdom” – 03:38
2. „All for Nothing” (feat. Page Hamilton) – 03:33
3. „Guilty All the Same” (feat. Rakim) – 05:56
4. „The Summoning” – 01:00
5. „War” – 02:11
6. „Wastelands” – 03:15
7. „Until It’s Gone” – 03:53
8. „Rebellion” (feat. Daron Malakian) – 03:44
9. „Mark the Graves” – 05:05
10. „Drawbar” (feat. Tom Morello) – 02:46
11. „Final Masquerade” – 03:37
12. „A Line in the Sand” – 06:35

## Twórcy albumu

### Linkin Park
- Chester Bennington – wokale główne, wokale wspierające („All for Nothing”)
- Mike Shinoda – wokale główne, gitara rytmiczna, pianino, programowanie, syntezator; rap („Keys to the Kingdom”, „All for Nothing”, „Wastelands”, „A Line in the Sand”); wokale wspierające („Guilty All the Same”, „Until It’s Gone”, „Final Masquerade”, chórki („Mark the Graves”)
- Brad Delson – Gitara prowadząca, programowanie, chórki
- Rob Bourdon – perkusja, instrumenty perkusyjne, chórki
- Dave „Phoenix” Farrell – gitara basowa, chórki
- Joe Hahn – samplery, programowanie, chórki

### Dodatkowi muzycy
- Page Hamilton – dodatkowe wokale i gitara („All for Nothing”)
- Rakim – rap („Guilty All the Same”)
- Daron Malakian – dodatkowa gitara („Rebellion”)
- Tom Morello – dodatkowa gitara („Drawbar”)

## Notowania na listach sprzedaży
| Kraj/Region       | Lista (2014)                                | Najwyższa pozycja | Certyfikat | Sprzedaż |
| ----------------- | ------------------------------------------- | ----------------- | ---------- | -------- |
| Węgry             | Top 40 album-, DVD- és válogatáslemez-lista | 1                 |            |          |
| Niemcy            | Albums Top 100                              | 1                 | złoto      |          |
| Szwajcaria        | Alben Top 100                               | 1                 | złoto      |          |
| Portugalia        | Top 30 Albums                               | 1                 |            |          |
| Czechy            | Albums – Top 100                            | 1                 |            |          |
| Austria           | Alben Top 75                                | 2                 | złoto      |          |
| Nowa Zelandia     | Top 40 Albums                               | 2                 |            |          |
| Wielka Brytania   | Albums Top 200                              | 2                 |            |          |
| Kanada            | Top 100 Albums                              | 3                 |            |          |
| Australia         | Top 100 Albums                              | 3                 |            |          |
| Polska            | OLiS                                        | 3                 | złoto      |          |
| Stany Zjednoczone | Billboard 200                               | 3                 |            | 197 982+ |
| Belgia (Flandria) | Top 200 Albums                              | 3                 |            |          |
| Francja           | Top 250 Albums                              | 3                 |            |          |
| Japonia           | Oricon Weekly Albums Chart                  | 4                 |            |          |
| Finlandia         | Top 50 Albums                               | 4                 |            |          |
| Włochy            | Top 100 Albums                              | 4                 |            |          |
| Dania             | Album Top 40                                | 4                 |            |          |
| Meksyk            | Top 100 México                              | 4                 |            |          |
| Irlandia          | Albums Top 100                              | 6                 |            |          |
| Hiszpania         | Top 100 Albums                              | 6                 |            |          |
| Belgia (Walonia)  | Top 200 Albums                              | 7                 |            |          |
| Holandia          | Album Top 100                               | 8                 |            |          |
| Korea Południowa  | Album Chart                                 | 10                | 2 435      |          |
| Grecja            | Top-75 Albums Sales Chart                   | 10                |            |          |
| Norwegia          | Top 40 Albums                               | 11                |            |          |
| Szwecja           | Top 60 Albums                               | 27                |            |          |